# Annibal-Charles-Louis de Farcy
Pour les autres membres de la famille, voir Famille de Farcy.
Annibal-Charles-Louis de Farcy du Roseray (31 décembre 1762, Château-Gontier - 12 avril 1828, Paris), est un homme politique français, chevalier, seigneur de la Beauvais.

## Biographie

### Origine
Il est membre de la Famille de Farcy de la Branche de Roseray. Il est le fils de Charles-René-Auguste de Farcy et de Louise-Renée-Céleste de Gurye. Son frère, Jean-Baptiste-Louis-Annibal de Farcy, dit le Chevalier de Farcy; capitaine des grenadiers au 1er bataillon du 79e régiment d'infanterie, eut la tête emportée par un boulet de canon, au Siège de Mantoue, le 12 germinal an V.

### Magistrat
Il fut reçu à l'école royale militaire de la Flèche en 1770, et pourvu d'une charge de conseiller non originaire au parlement de Bretagne par lettres du 4 août 1786. 
Il émigra en 1792, servit dans l'armée de Condé, dans le régiment du maréchal de Turenne, assista au Siège de Maestricht. 
Il rentra en France en 1798. Nommé juge auditeur à la Cour d'Angers le 16 mars 1809, conseiller le 2 avril 1811, président de chambre le 16 juillet 1814, Chevalier de la légion d'honneur les 22 et 25 mai 1825. Il est désigné comme un des Grands notables du Premier Empire du département de la Mayenne.
Il est nommé le 9 février 1825 président de chambre à la cour royale d'Aix. Magistrat sous la Restauration, il avait publié quelques poésies dans l'Almanach des Muses. Le 18 juillet 1826, il est élu député du 2e arrondissement de la Mayenne (Château-Gontier), par 133 voix sur 235 votants et 262 inscrits, contre 98 voix à Prosper Delauney. Il siège dans la majorité ministérielle et obtient sa réélection aux Élections législatives de 1827 par 134 suffrages sur 221 votants et 258 inscrits, contre 86 à Prosper Delauney. Il venait d'être nommé premier président à la cour d'Amiens quand il mourut en 1828, des suites d'une blessure qu'il s'était faite avec un canif laissé ouvert sur son siège au corps législatif. Il a pour successeur à la Chambre Constant Paillard-Ducléré.

### Famille
Il épousa le 10 décembre 1804 Anne-Elisabeth-Pauline de Bonchamps, fille de Marie Joseph de Bonchamps, écuyer, seigneur de la Trosnière et du Coudraye, membre du Conseil général de la Mayenne, et de Jeanne-Louise Guiteau de Bannes. Sa femme mourut le 1er juillet 1849. Ils avaient eu de leur union six enfants: 1° Pauline, 2° Charles, 3° Louis, 4° Alfred, 5° Zoé et 6° Ernest.

## Sources
- « Annibal-Charles-Louis de Farcy », dans Adolphe Robert et Gaston Cougny, Dictionnaire des parlementaires français, Edgar Bourloton, 1889-1891 [détail de l’édition]
- « Annibal-Charles-Louis de Farcy », dans Alphonse-Victor Angot et Ferdinand Gaugain, Dictionnaire historique, topographique et biographique de la Mayenne, Laval, A. Goupil, 1900-1910 [détail des éditions] (BNF 34106789, présentation en ligne), t. II Article Farcy du Roseray
- Paul de Farcy, Généalogie de la famille de Farcy, Laval, Imprimerie de L. Moreau, 1891